# (9329) Nikolaimedtner
(9329) Nikolaimedtner (1990 EO) – planetoida z pasa głównego asteroid okrążająca Słońce w ciągu 3,47 lat w średniej odległości 2,29 j.a. Odkryta 2 marca 1990 roku.